# A Hard Day's Night (álbum)
A Hard Day's Night es el tercer álbum de estudio de la banda de rock, The Beatles, publicado el 10 de julio de 1964 a través de Parlophone, con el número de catálogo PMC 1230 (mono) y PCS 3058 (estéreo).
Alcanzó la posición uno y desbancó al anterior LP del grupo, With the Beatles, y permaneciendo en ese puesto durante veintiún semanas de las treinta y ocho que se mantuvo en lista.

## Primer álbum con todas las canciones originales
El álbum, aunque mostraba el desarrollo de los talentos de los compositores del grupo, mantuvo la estructura de canciones e instrumentación del rock and roll básico. Fue el primer disco del grupo en contener solo composiciones originales y el único en que el catálogo musical estuviera firmado enteramente por Lennon-McCartney. Normalmente, John Lennon y Paul McCartney contribuían a partes iguales con sus canciones en la confección de cada álbum de The Beatles, pero en A Hard Day's Night fue preponderante la autoría de Lennon en la composición de los temas, siendo el responsable de la mayoría de las trece canciones que se presentaron en este disco. Este fue también uno de los 3 álbumes de los Beatles, junto con Let It Be y Magical Mystery Tour; en que Ringo Starr no aparecía en ningún tema como vocalista principal, aunque sí lo haría en la canción «Matchbox», una versión de un tema de Carl Perkins grabado simultáneamente con las canciones del álbum A Hard Day's Night, y que fue publicado en el EP Long Tall Sally, editado el 19 de junio de 1964.
El álbum contenía algunas de sus canciones más famosas, incluida la que le daba título —con su distintivo y reconocible acorde de apertura— y «Can't Buy Me Love», las dos número 1 a ambos lados del Atlántico. Tanto el álbum como la película retrataba perfectamente la clásica imagen del grupo, tal como se les veía en la cúspide de la Beatlemanía. 
El sonido de la guitarra solista de 12 cuerdas de George Harrison tendría una enorme influencia en los demás grupos musicales; la película hizo que los Byrds, entonces intérpretes de música folk, decidiesen asimilar el género del rock and roll en su grupo, creando así el género del folk rock, que tanta influencia tendría después en los mismísimos Beatles a partir de 1965. Igualmente, el éxito de los Beatles en los Estados Unidos hizo que se abriesen las puertas estadounidenses a otros grupos musicales británicos, como los Rolling Stones, los Animals, o los Kinks. Inspiraron a su vez a grupos jóvenes estadounidenses como los Beau Brummels, los Lovin' Spoonful, y otros, a escribir sus propias canciones, tomando ejemplo de lo que hacían Lennon y McCartney.
El título del álbum —y de la película— fue, al parecer, una creación accidental del baterista Ringo Starr. Aunque la frase ya constaba por entonces en el libro contemporáneo de John Lennon In His Own Write, y aparentemente ya había sido usada por él en sus días de Hamburgo. 
La cara uno del álbum contenía las canciones que aparecían en la película interpretada por ellos, A Hard Day's Night. La cara dos incluía temas que fueron grabados para la película, pero que finalmente no se llegaron a usar en ella; aunque una edición del filme en los años 80 incluía un prólogo antes de los títulos de crédito, en el que sonaba el tema «I'll Cry Instead». Este fue asimismo el primer álbum de los Beatles en grabarse sobre cintas de cuatro pistas, y permitió así un mejor mezclado de las canciones para su posterior edición estereofónica.
El álbum incluía los temas «Can't Buy Me Love» y «You Can't Do That», aparecidos previamente en formato sencillo el 20 de marzo de 1964. El mismo día en que se había publicado el álbum, también se editó el sencillo «A Hard Day's Night»/«Things We Said Today».

## Publicación
A Hard Day's Night fue reeditado oficialmente en CD el 26 de febrero de 1987 (número de catálogo CDP 7 46437 2), junto con otros tres álbumes de los Beatles: Please Please Me, With the Beatles y Beatles for Sale, todos ellos publicados solamente en mono.
El álbum fue reeditado nuevamente en CD, junto con el resto de la discografía de los Beatles, el 9 de septiembre de 2009 con una nueva remasterización, tanto en mono (por tiempo limitado) como en estéreo.
En países del bloque del este de Europa tales como la Unión Soviética, el LP fue lanzado en el año 1986, con portada y contraportada distintas a la edición británica de 1964. En dicho LP, se omitía el tema When I Get Home, por alusiones a contenido erótico en la letra del tema.

## Recepción
En el año 2000, la revista británica Q clasificó al disco en el 1 puesto de su lista de los 100 mejores álbumes británicos de todos los tiempos.
En el 2003, Rolling Stone lo clasificó en el número 388, en su lista de los 500 mejores álbumes de todos los tiempos. Rolling Stone clasificó también dos temas del álbum en su lista de las 500 mejores canciones de todos los tiempos: «A Hard Day's Night» en el número 153 y «Can't Buy Me Love» en el 289.

## Lista de canciones
Todas las canciones escritas y compuestas por Lennon—McCartney. 
| Cara uno: Canciones de la película A Hard Day's Night |                                    |                     |          |  |
| N.º                                                   | Título                             | Vocalista principal | Duración |  |
| 1.                                                    | «A Hard Day's Night»               | Lennon/McCartney    | 2:34     |  |
| 2.                                                    | «I Should Have Known Better»       | Lennon              | 2:44     |  |
| 3.                                                    | «If I Fell»                        | Lennon/McCartney    | 2:23     |  |
| 4.                                                    | «I'm Happy Just to Dance with You» | Harrison            | 1:57     |  |
| 5.                                                    | «And I Love Her»                   | McCartney           | 2:34     |  |
| 6.                                                    | «Tell Me Why»                      | Lennon              | 2:11     |  |
| 7.                                                    | «Can't Buy Me Love»                | McCartney           | 2:16     |  |
| 16:42                                                 |                                    |                     |          |  |

| Cara dos |                        |                     |          |  |
| N.º      | Título                 | Vocalista principal | Duración |  |
| 1.       | «Any Time at All»      | Lennon              | 2:14     |  |
| 2.       | «I'll Cry Instead»     | Lennon              | 1:45     |  |
| 3.       | «Things We Said Today» | McCartney           | 2:40     |  |
| 4.       | «When I Get Home»      | Lennon              | 2:15     |  |
| 5.       | «You Can't Do That»    | Lennon              | 2:40     |  |
| 6.       | «I'll Be Back»         | Lennon/McCartney    | 2:23     |  |
| 14:03    |                        |                     |          |  |

## Historial de lanzamiento a nivel mundial
- El número de catálogo representa solo la referencia de A Hard Day's Night con sonido monoaural a excepción del que se indica con sonido estereofónico.

| País                | Fecha de publicación    | Título del álbum                                                    | Discográfica / Núm. cat.         |
| ------------------- | ----------------------- | ------------------------------------------------------------------- | -------------------------------- |
| Dinamarca           | Julio de 1964           | A Hard Day's Night                                                  | Parlophone PMC 1230              |
| Países Bajos        | Julio de 1964           | A Hard Day's Night                                                  | Parlophone PMC 1230              |
| Francia             | Julio de 1964           | 4 garçons dans le vent                                              | Odeon OSX 226                    |
| Alemania Occidental | 6 de julio de 1964      | Yeah! Yeah! Yeah! (A Hard Day's Night)                              | Odeon O 83 739                   |
| Reino Unido         | 10 de julio de 1964     | A Hard Day's Night                                                  | Parlophone PMC 1230              |
| Italia              | 28 de julio de 1964     | Tutti per uno                                                       | Parlophon PMCQ 31504             |
| Grecia              | Agosto de 1964          | A Hard Day's Night                                                  | Parlophone PMCG 2                |
| Nueva Zelanda       | Agosto de 1964          | A Hard Day's Night                                                  | Parlophone PMCM.1230             |
| Sudáfrica           | Agosto de 1964          | A Hard Day's Night                                                  | Parlophone PMCJ 1230             |
| India               | Agosto de 1964          | A Hard Day's Night                                                  | Parlophone PMC 1230              |
| Chile               | Agosto de 1964          | ¡Yeah, Yeah, Yeah, Paul, John, George y Ringo! (A Hard Day's Night) | Odeon LDC 36506                  |
| Noruega             | Agosto de 1964          | A Hard Day's Night                                                  | Parlophone/Odeon PMC 1230        |
| Suecia              | Agosto de 1964          | A Hard Day's Night                                                  | Parlophone PMC 1230              |
| Argentina           | 12 de agosto de 1964    | ¡Yeah, Yeah, Yeah, Paul, John, George y Ringo!                      | Odeon “Pops” LDS 2106            |
| Brasil              | Septiembre de 1964      | Os reis do ié, ié, ié!                                              | Odeon MOFB 299                   |
| Australia           | Septiembre de 1964      | A Hard Day's Night                                                  | Parlophone PMCO 1230             |
| Israel              | Septiembre de 1964      | A Hard Day's Night                                                  | Parlophone PMC 1230              |
| Perú                | Septiembre de 1964      | ¡Yeah, Yeah, Yeah, Paul, John, George y Ringo!                      | Odeon PMC 1230                   |
| Japón               | 5 de septiembre de 1964 | A Hard Day's Night                                                  | Odeon OP-7123 (estéreo)          |
| Ecuador             | Octubre de 1964         | A Hard Day's Night                                                  | Odeon LP-12-19108                |
| España              | 10 de octubre de 1964   | Qué noche la de aquel día (A Hard Day's Night)                      | Odeon MOCL 122                   |
| Unión Soviética     | 1986                    | Вечер трудного дня (A Hard Day's Night)                             | Melodiya C60 23579 008 (estéreo) |

## Personal
The Beatles
- John Lennon: voz solista, segunda voz; guitarras acústica y eléctrica en «A Hard Day's Night», guitarra rítmica, guitarra rítmica acústica, guitarra solista en «You Can't Do That»; armónica en «I Should Have Known Better»; piano en «Things We Said Today»; pandereta en «I'll Cry Instead».
- Paul McCartney: voz solista, segunda voz, armonía vocal; bajo; guitarra acústica en «I'll Be Back»; piano en «Any Time at All»; cencerro en «You Can't Do That».
- George Harrison: voz solista en «I'm Happy Just to Dance with You», segunda voz, armonía vocal; guitarras solistas de 6 y 12 cuerdas; guitarra solista acústica, guitarra rítmica en «You Can't Do That».
- Ringo Starr: batería; bongós; bongó árabe de piel floja en «I'm Happy Just to Dance with You», congas en «You Can't Do That», pandereta en «Things We Said Today»; claves en «And I Love Her».

Músicos adicionales
- George Martin: piano en «A Hard Day's Night».

Producción
- George Martin: producción y mezclas.
- Norman Smith: ingeniero de sonido y mezclas.
- Richard Langham: 2º ingeniero de sonido y mezclas.
- Geoff Emerick: 2º ingeniero de sonido y mezclas.
- Ken Scott: 2º ingeniero de sonido y mezclas.
- A.B. Lincoln: 2º ingeniero de mezclas.
- David Lloyd: 2º ingeniero de mezclas en «A Hard Day's Night».
- Jacques Esmenjaud: 2º ingeniero de sonido en «Can't Buy Me Love» (Studios Pathé Marconi).

Otros
- Robert Freeman: diseño de la portada del álbum.
- Tony Barrow: notas de la contraportada del álbum.

Las fotos de la contraportada del álbum están tomadas de la película.

## Posición en las listas de éxitos
| País        | Lista (1964)        | Posición más alta | Semanas en la 1.ª pos. |
| ----------- | ------------------- | ----------------- | ---------------------- |
| Reino Unido | Record Retailer     | 1                 | 21                     |
| Reino Unido | New Musical Express | 1                 |                        |
| Reino Unido | Melody Maker        | 1                 |                        |

## Lanzamiento estadounidense
La película A Hard Day's Night fue ideada por United Artists como excusa para poder editar en su sello discográfico un disco con temas originales de los Beatles. El álbum salió al mercado en los Estados Unidos el 26 de junio de 1964, editado por United Artists Records como banda sonora original del filme. Fue publicado en mono (número de catálogo UAL 3366) y estéreo (UAS 6366), y contenía las siete canciones que aparecían en la película: «A Hard Day's Night», «Tell Me Why», «I'm Happy Just to Dance with You», «I Should Have Known Better», «If I Fell», «And I Love Her», y «Can't Buy Me Love». Incluía asimismo «I'll Cry Instead» que, aunque había sido compuesta también para la película, finalmente se excluyó de la misma en el último minuto. El álbum y la película contenían también cuatro versiones instrumentales de canciones de Lennon/McCartney, que se publicarían también en dos sencillos acreditados a George Martin y su orquesta: «And I Love Her»/«Ringo's Theme (This Boy)» (UA 745), y «A Hard Day's Night»/«I Should Have Known Better» (UA 750).
El álbum permanecería catorce semanas en el número uno, de las cincuenta y una semanas que estaría en la lista de éxitos. Fue uno de los LP más rápidos en venderse: según United Artists, cerca de un millón de copias se habían despachado en cuatro días.
La versión estereofónica de este álbum solo contuvo los temas instrumentales en sonido estéreo real, mientras que las propias canciones de los Beatles aparecieron como grabaciones estereofónicas recanalizadas electrónicamente procedente de las mezclas originales en mono. Versiones estéreo reales de todas las canciones, salvo «A Hard Day's Night», «Can't Buy Me Love», y «I Should Have Known Better» (editadas en mono en formato sencillo), aparecieron en el disco de Capitol Something New, publicado el 15 de agosto de 1964. «Can't Buy Me Love» y «I Should Have Known Better» aparecieron finalmente en estéreo en el álbum Hey Jude de la disquera Apple Records. No hubo una versión estereofónica de la canción «A Hard Day's Night» en los Estados Unidos hasta la publicación de Reel Music el 28 de marzo de 1982.
La banda sonora de la película fue reeditada el 17 de agosto de 1980 por la compañía Capitol Records con el número de catálogo SW 11921, después de que EMI adquiriese United Artists Records en los años 70. Volvería a editarse en 1983 y 1988. Todas estas versiones presentaron esta vez las grabaciones de los Beatles en estéreo recanalizado. 

### Lista de canciones
Todas las canciones escritas y compuestas por Lennon y McCartney. 
| Cara uno |                                    |                     |          |  |
| N.º      | Título                             | Vocalista principal | Duración |  |
| 1.       | «A Hard Day's Night»               | Lennon/McCartney    | 2:28     |  |
| 2.       | «Tell Me Why»                      | Lennon              | 2:04     |  |
| 3.       | «I'll Cry Instead»                 | Lennon              | 2:06     |  |
| 4.       | «I Should Have Known Better»       | Lennon              | 2:16     |  |
| 5.       | «I'm Happy Just to Dance with You» | Harrison            | 1:59     |  |
| 6.       | «And I Love Her»                   | McCartney           | 3:42     |  |
| 14:35    |                                    |                     |          |  |

| Cara dos |                              |                     |          |  |
| N.º      | Título                       | Vocalista principal | Duración |  |
| 1.       | «I Should Have Known Better» | Lennon              | 2:42     |  |
| 2.       | «If I Fell»                  | Lennon y McCartney  | 2:16     |  |
| 3.       | «And I Love Her»             | McCartney           | 2:27     |  |
| 4.       | «Ringo's Theme (This Boy)»   | Lennon              | 3:06     |  |
| 5.       | «Can't Buy Me Love»          | McCartney           | 2:15     |  |
| 6.       | «A Hard Day's Night»         | Lennon              | 2:00     |  |
| 14:46    |                              |                     |          |  |

Nota: El título del tema «I'll Cry Instead» estuvo erróneamente escrito como «I Cry Instead». La falta ortográfica se corregiría posteriormente, pero solamente en la etiqueta del disco.

## Personal
The Beatles
- John Lennon — vocalista, guitarra rítmica, guitarra acústica, armónica.
- Paul McCartney — vocalista, bajo.
- George Harrison — vocalista, guitarra solista, guitarra solista de 12 cuerdas, claves.
- Ringo Starr — batería, bongó árabe de piel floja, bongós.

Músicos adicionales
- George Martin — piano en «A Hard Day's Night».
- Composiciones instrumentales interpretadas por George Martin y su orquesta.

Producción
- George Martin — productor
- Norman Smith — ingeniero

## Posición en las listas de éxitos
| País           | Lista (1964) | Posición más alta | Semanas en la 1.ª pos. |
| -------------- | ------------ | ----------------- | ---------------------- |
| Estados Unidos | Billboard    | 1                 | 14                     |
| Estados Unidos | Record World | 1                 |                        |
| Estados Unidos | Cash Box     | 1                 |                        |